# Catocala genetrix
Catocala genetrix är en fjärilsart som beskrevs av Schultz 1906. Catocala genetrix ingår i släktet Catocala och familjen nattflyn. Inga underarter finns listade i Catalogue of Life.